# Toxicochlespira
Toxicochlespira là một chi ốc biển, là động vật thân mềm chân bụng sống ở biển trong họ Turridae.

## Các loài
Các loài thuộc chi Toxicochlespira bao gồm:
- Toxicochlespira pagoda Sysoev & Kantor, 1990[2]